# Palpimanus giltayi
Palpimanus giltayi is een spinnensoort uit de familie Palpimanidae. De soort komt voor in Mozambique.